# Macintosh LC III
De Macintosh LC III is een personal computer die ontworpen, gefabriceerd en verkocht werd door Apple Computer van februari 1993 tot februari 1994. De LC III verving de succesvolle Macintosh LC II in het middenklassenaanbod van Apple en was met zijn 25 MHz 68030-CPU bijna dubbel zo snel als zijn voorganger tegen een aanzienlijk lagere prijs. De LC III werd voornamelijk aan onderwijsinstellingen verkocht, de gelijkaardige Performa 450 werd aangeboden op de consumentenmarkt.
In oktober van 1993 werd de Macintosh LC III+ uitgebracht een, snellere versie met een 33 MHz CPU. Van dit model werden ook drie Performa-modellen aangeboden: de 460, 466 en 467. Deze snellere modellen vervingen de LC III en Performa 450, de verkoop van de originele modellen ging door tot de dealers eind 1993 door hun voorraad heen waren. De LC III+ werd begin 1994 vervangen door de LC 475 en Performa 475 die beide op de 68LC040-processor gebaseerd waren.

## Modellen

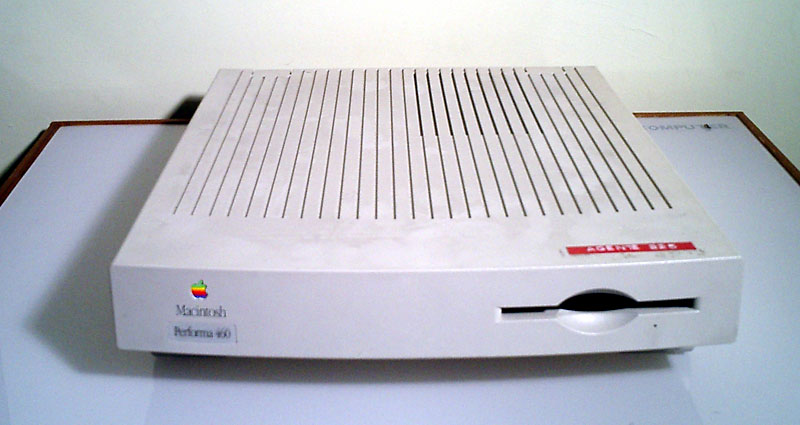
Performa 460 met de nieuwe voorkant

Beschikbaar vanaf 10 februari 1993:
- Macintosh LC III:[3] 68030-processor op 25 MHz, 4 MB RAM en een 80 MB harde schijf
- Macintosh Performa 450:[4] Een Macintosh LC III met een 120 MB harde schijf

Beschikbaar vanaf 18 oktober 1993:
- Macintosh LC III+:[5] 68030-processor op 33 MHz, 4 MB RAM en een 80 MB harde schijf
- Macintosh Performa 460:[6] Een Macintosh LC III+
- Macintosh Performa 466:[7] Een Macintosh Performa 460 met een 160 MB harde schijf
- Macintosh Performa 467:[8] Een Macintosh Performa 466 met een "business software"-bundel

## Specificaties
- Processor: Motorola 68030, 25 MHz (LC III) of 33 MHz (LC III+)
- FPU : optionele Motorola 68882
- Systeembus snelheid: 25 MHz (LC III) of 33 MHz (LC III+)
- ROM-grootte: 1 MB
- Databus: 32 bit
- RAM-type: 80 ns 72-pin SIMM
- Standaard RAM-geheugen: 4 MB
  - Uitbreidbaar tot maximaal 36 MB
  - RAM-sleuven: 1
- Standaard video-geheugen: 512 kB VRAM
  - Uitbreidbaar tot maximaal 768 kB VRAM
- Standaard diskettestation: 3,5-inch, 1,44 MB
- Standaard harde schijf: 80 MB (SCSI)
- Uitbreidingssleuven: PDS
- Type batterij: 3,6 volt Lithium
- Uitgangen:
  - 1 ADB-poort (mini-DIN-4) voor toetsenbord en muis
  - 1 video-poort (DB-15)
  - 1 SCSI-poort (DB-25)
  - 2 seriële poorten (mini-DIN-8)
  - 1 audio-uit (3,5 mm jackplug)
  - 1 microfoon (3,5 mm jackplug)
- Ondersteunde systeemversies: 7.1 t/m 7.6.1
- Afmetingen: 7,4 cm x 31,0 cm x 38,9 cm (h×b×d)
- Gewicht: 4 kg

Uit productie: 1984: Macintosh 128K, Macintosh 512K · 1985: Macintosh XL · 1986: Macintosh Plus · 1987: Macintosh II, Macintosh SE · 1988: Macintosh IIx · 1989: Macintosh SE/30, Macintosh IIcx, Macintosh IIci, Macintosh Portable · 1990: Macintosh IIfx, Macintosh Classic, Macintosh IIsi, Macintosh LC serie · 1991: Macintosh Quadra 700, Macintosh Quadra 900, Apple PowerBook · Macintosh Classic II · 1992: Macintosh IIvx, Macintosh Quadra 950, PowerBook Duo, Macintosh Performa serie · 1993: Macintosh Centris serie, Macintosh Color Classic, Macintosh TV · Apple Workgroup Server · 1994: Power Macintosh · 1997: Power Macintosh G3, PowerBook G3, Twentieth Anniversary Macintosh · 1998: iMac · 1999: iBook, Power Mac G4 · 2000: Power Mac G4 Cube · 2001: PowerBook G4 · 2002: eMac, iMac G4 · 2003: Xserve, Power Mac G5 · 2004: iMac G5 · 2005: Mac mini · 2006: MacBook · 2015: MacBook (Retina) · 2017: iMac Pro

Huidige modellen: MacBook Air, MacBook Pro, iMac, Mac mini, Mac Studio, Mac Pro